# Beverley Bolin
Beverley Louise Bolin (Sydney, 23 de janeiro de 1923) foi a primeira mulher a ser uma arquiteta registrada no estado australiano da Austrália Meridional. Ela se formou na Universidade da Austrália Meridional e na Universidade de Adelaide em 1949.

## Vida
Beverley Louise Bolin nasceu em Sydney, Nova Gales do Sul, em 23 de janeiro de 1923. Seus pais, Ernest William Bolin e Mabel Kathleen Bolin, eram imigrantes britânicos e logo se mudaram para Brighton, na Austrália Meridional.  Eles se estabeleceram em Tranmere, em Emerson Grove.

## Educação
Beverley concluiu o curso combinado de engenharia arquitetônica na Universidade de Adelaide e o de arquitetura da Universidade da Escola de Minas e Indústrias da Austrália Meridional, a atual Universidade da Austrália Meridional. Ela foi a primeira mulher a se tornar uma arquiteta registrada no estado da Austrália Meridional. Enquanto estava na universidade, Beverley era ativa na União de Mulheres da Universidade de Adelaide, bem como no grupo de egressos da Wilderness School, sua antiga escola. Ela também participou da vida universitária através do envolvimento com clubes, incluindo a Sociedade de Engenharia da Universidade de Adelaide. Enquanto estudava, ela foi estagiária dos arquitetos de Adelaide e depois passou a trabalhar para o South Australian Housing Trust.
Em 1950, Beverley trabalhou em Londres, onde se tornou associada do Instituto Real de Arquitetos Britânicos.  
Em 1988, ela trabalhava perto de Los Angeles, onde era presidente da Liga Arquitetônica das Mulheres. Apesar disso, em 1998, um jornal da Universidade de Adelaide não sabia onde ela estava, e colocou seu nome numa lista de "graduados perdidos do Jubileu de Ouro".

## Afiliações profissionais
- Instituto de Arquitetos da Austrália Meridional (Membro estudantil), 1947
- Instituto de Arquitetos da Austrália Meridional (Membro associado), 1948
- Instituto Real de Arquitetos Britânicos (Membro associado), 1950[4] - 1960
- Registrada no Architects' Registration Council of the United Kingdom, 1955
- Liga Arquitetônica das Mulheres dos Estados Unidos (Presidente), 1988[6]

## Carreira
- Lawson and Cheeseman, 1946[7]
- South Australian Housing Trust, 1947
- John Grey and Partner - London, 1948-1960
- John Grey and Partner - London, 1965-